# Biserica Cuvioasa Paraschiva din Șimon
,,CU BUNATATEA TATĂLUI CU AJUTORUL FIULUI ȘI CU SĂVÂRȘIREA SFÂNTULUI DUH, ZIDITU-SA ACEASTĂ BISERICĂ CU HRAMUL SFÂNTA CUVIOASĂ PARASCHIVA ÎN ANUL 1791 DIN CONTRIBUȚIA ȚĂRANILOR OIERI DIN ACEST SAT.
```
S-AU FĂCUT MAI MULTE LUCRĂRI DE CONSOLIDARE ȘI ÎNTREȚINERE ÎNTRE ANII 1985-1986. 
ÎNTRE ANII 1988-1989 BISERICA A FOST PICTATĂ IN TEHNICA FRESCĂ DE PUCTORUL GHEORGHE ZAHARIA. ACESTE LUCRĂRI S-AU FĂCUT PE VREMEA ARHIPĂSTORIEI Î.P.S. MITROPOLIT AL ARDEALULUI DR. ANTONIE PLĂMĂDEALĂ. 
BISERICA A FOST RESFINȚITĂ ÎN 14 OCTOMBRIE 1990 DE P.S. EPISCOP SERAFIM"
```

Biserica Cuvioasa Paraschiva din Șimon este un ansamblu de monumente istorice aflat pe teritoriul satului Șimon, comuna Bran.

Ansamblul este format din două monumente:
- Biserica „Cuvioasa Paraschiva” (cod LMI BV-II-m-A-11824.01)
- Cruci (cod LMI BV-IV-m-A-11824.02)